# Казанцева, Ирина Сергеевна
Ири́на Серге́евна Каза́нцева (в девичестве — Алырчикова; род. 21 февраля 1978 года, Барнаул, СССР) — российская спортсменка, пауэрлифтер, серебряный призёр Паралимпийских игр, заслуженный мастер спорта России.

## Спортивные достижения
- Многократная чемпионка России по пауэрлифтингу среди лиц с поражением опорно-двигательного аппарата (ПОДА).

Летние Паралимпийские игры:
- Серебро (Пекин, Китай, 2012 год) — пауэрлифтинг, весовая категория до 56 кг.
- 5 место: (Лондон, Великобритания, 2012 год) — пауэрлифтинг, весовая категория до 56 кг.

Чемпионаты мира:
- Бронза (2010) — жим лёжа, весовая категория до 56 кг.

## Награды
- Медаль ордена «За заслуги перед Отечеством» II степени (30 сентября 2009 года) — за большой вклад в развитие физической культуры и спорта, высокие спортивные достижения на XIII Паралимпийских летних играх 2008 года в городе Пекине (Китай).[1]
- Заслуженный мастер спорта России (2008).